# Sideridis lampra
Sideridis lampra is een vlinder uit de familie uilen (Noctuidae). De wetenschappelijke naam is voor het eerst geldig gepubliceerd in 1913 door Schawerda.
De soort komt voor in Europa.